# 500 v. Chr.
Portal Geschichte | Portal Biografien | Aktuelle Ereignisse | Jahreskalender | Tagesartikel

◄ |
6. Jahrhundert v. Chr. |
5. Jahrhundert v. Chr. |
4. Jahrhundert v. Chr. |
►

◄ | 520er v. Chr. | 510er v. Chr. | 500er v. Chr. | 490er v. Chr. |
480er v. Chr. |
►

◄◄ | ◄ | 503 v. Chr. | 502 v. Chr. | 501 v. Chr. | 500 v. Chr. |
499 v. Chr. |
498 v. Chr. |
497 v. Chr. |
► |
►►

Karte des Ionischen Aufstands und der Perserkriege 500–479 v. Chr.

Auf Initiative von Aristagoras, dem Tyrannen von Milet, der die Bestrafung wegen eines gescheiterten Feldzugs befürchtet, beginnt im Jahr 500 v. Chr. der Ionische Aufstand der griechischen Kolonien in Kleinasien gegen die Herrschaft der Perser. Der Aufstand verläuft zunächst sehr erfolgreich und breitet sich wie ein Flächenbrand aus. Erst im Jahr 494 v. Chr. können die  Achämeniden unter Dareios I. den Aufstand endgültig unterdrücken. Diese Ereignisse münden dann in die Perserkriege gegen das griechische Mutterland. 
In China, wo zur Zeit der Frühlings- und Herbstannalen mit König Zhōu Jìng wáng zwar nominell immer noch die Östliche Zhou-Dynastie herrscht, das de facto aber in mehrere kleinere Territorialfürstentümer zersplittert ist, beginnt der politische Aufstieg des Konfuzius im Staat Lu. 

## Ereignisse

### Politik und Weltgeschehen

#### Perserreich / Ionischer Aufstand

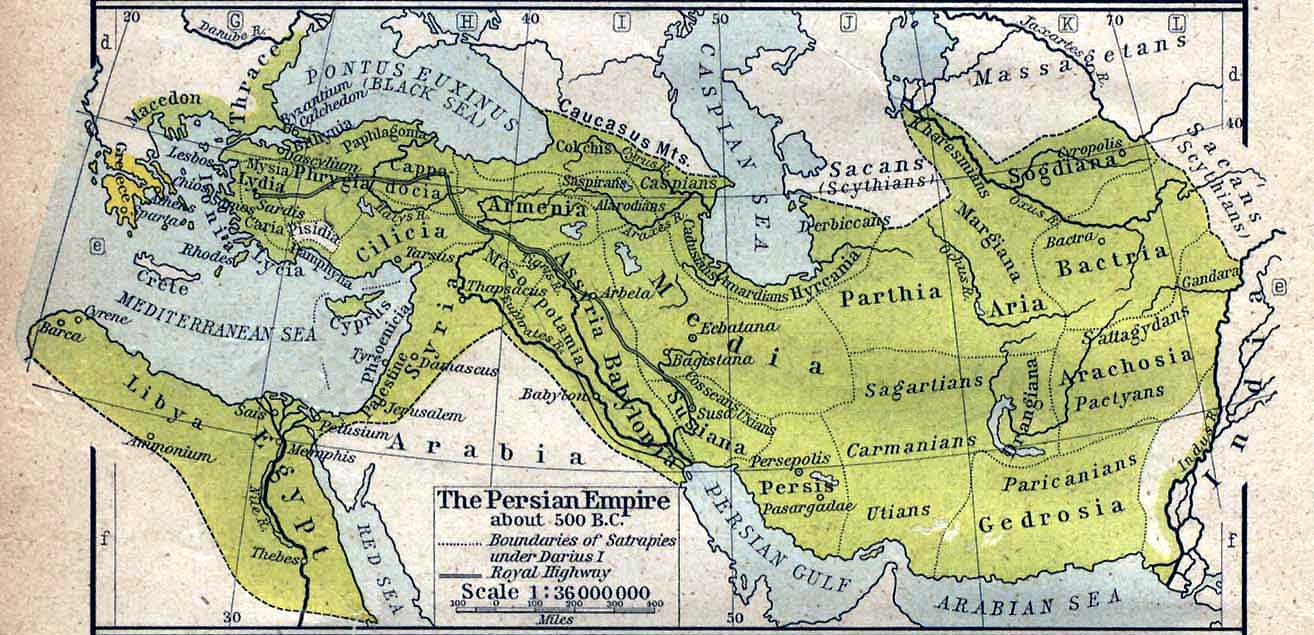
Das Perserreich um 500 v. Chr.

Die griechisch-ionischen Poleis in Kleinasien sind schon seit einem knappen halben Jahrhundert Teil des persischen Achämenidenreiches. Wenn auch tributpflichtig, konnten die Städte eine gewisse Unabhängigkeit und weitgehende wirtschaftliche Selbständigkeit bewahren. Hintergrund dafür sind die persischen Grundsätze, den Gebieten des Reiches so weit als möglich politische Selbstverwaltung zu belassen und das kulturelle und religiöse Eigenleben der Völker unangetastet zu lassen. Die persische „Tyrannis“ stellt sich, wie in allen 20 Satrapien, als persönlich-feudales Verhältnis dar, nach dem der Satrap als Statthalter Persiens einheimische Adlige als Vertrauensleute wählt, die die Macht ausüben und die Tribute eintreiben.

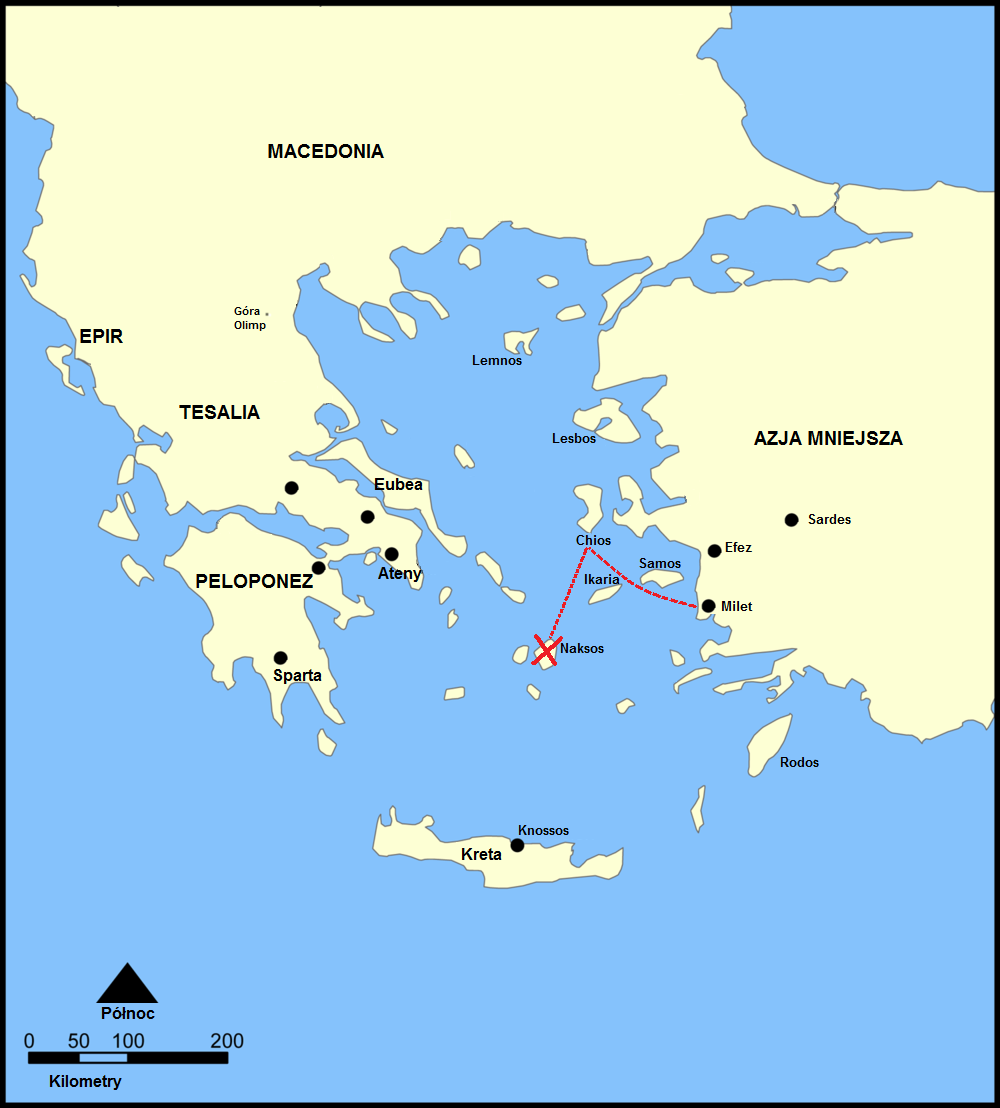
Der erfolglose Feldzug nach Naxos

Aristagoras, der gerade erst vom persischen Großkönig Dareios I. als Nachfolger seines Schwiegervaters Histiaios eingesetzte Tyrann von Milet, überredet Artaphernes, den Satrapen von Sardeis, zu einem Feldzug gegen Naxos, das sich vom persischen Achämenidenreich losgesagt hat. Nachdem Artaphernes für dieses Unternehmen die Einwilligung des Dareios  erhalten hat, rüstet er eine Flotte von 200 Triere aus, zu deren Befehlshaber er seinen Vetter Megabates ernennt. Trotz einer viermonatigen Belagerung gelingt es den Persern allerdings nicht, Naxos einzunehmen, vor allem weil sich Megabates und Aristagoras untereinander zerstreiten. Angeblich unterstützt Megabates die Einwohner von Naxos sogar heimlich bei der Verteidigung der Insel.
Aristagoras, der nach seiner Heimkehr eine Bestrafung durch den persischen Großkönig befürchtet, sucht bei den anderen griechischen Städten Verbündete, um einen Aufstand gegen das Perserreich zu entfachen. Seine Bemühungen fallen bei zahlreichen Poleis auf fruchtbaren Boden, die gerade von einer Wirtschafts- und Handelskrise betroffen sind. Der Ionische Aufstand beginnt. Der Aufstand verläuft – fern vom politischen Zentrum des persischen Reiches – im ersten Jahr sehr erfolgreich und breitet sich wie ein Flächenbrand aus.

#### Italienisches Festland
Servius Sulpicius Camerinus Cornutus und Manius Tullius Longus sind der Legende nach Konsuln der frühen Römischen Republik.

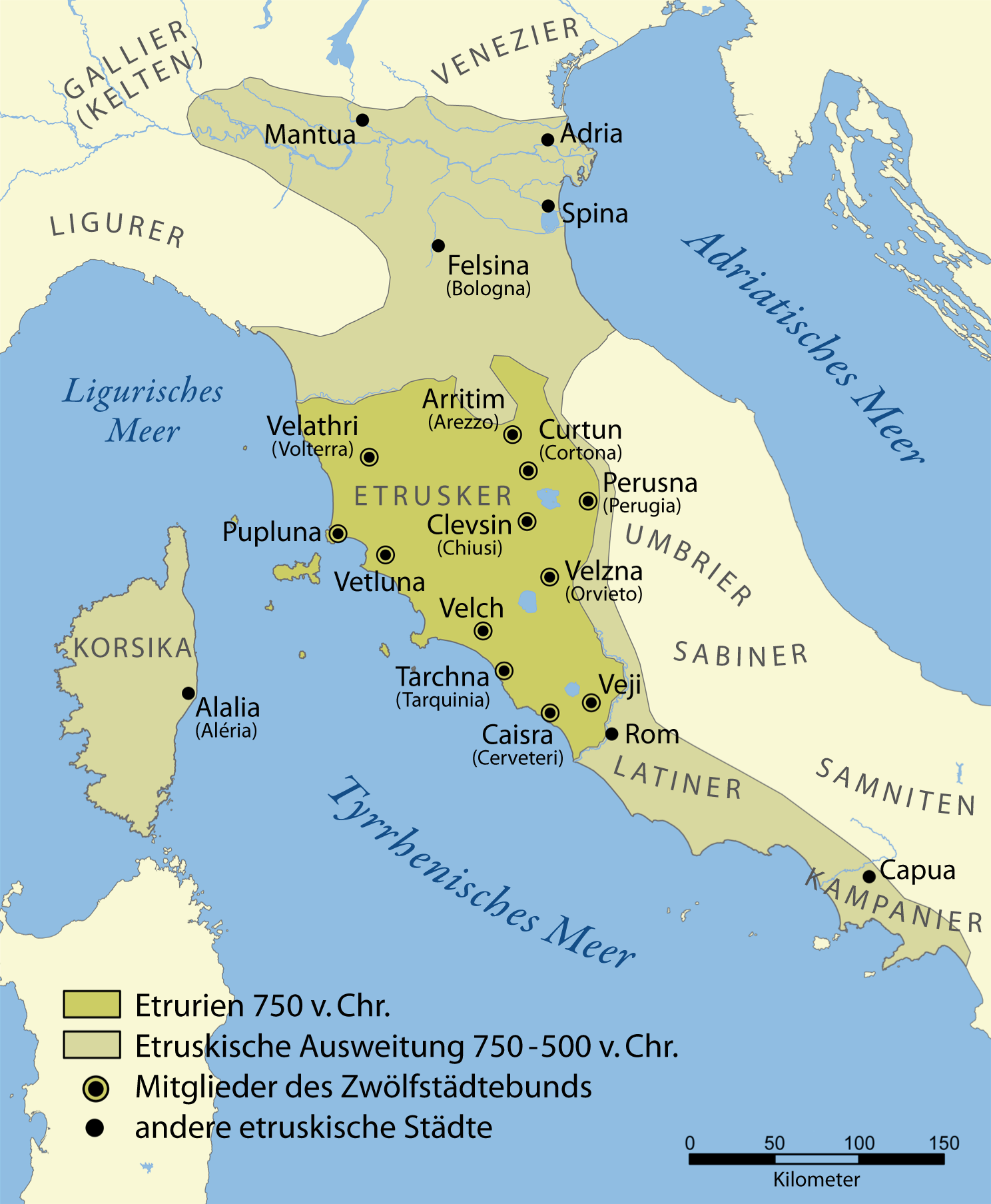
Herrschaftsgebiet der Etrusker bis etwa 500 v. Chr.

Um 500 v. Chr. werden die Osker von den Etruskern unterworfen, deren Herrschaftsgebiet zu dieser Zeit seine größte Ausdehnung erreicht.
Mit der Ankunft der Etrusker um 500 v. Chr. wird der Ort Marzabotto in den Apenninen zur Stadt ausgebaut.

#### China

China in der Spätphase der Frühlings- und Herbstannalen

Zur Zeit der Frühlings- und Herbstannalen beginnt der politische Aufstieg von K'ung-fu-tzu, in Europa bekannt als Konfuzius. Der Philosoph wird um 500 v. Chr. unter der Herrschaft von Jī Sòng zunächst Bauminister, dann Justizminister im chinesischen Staat Lu.

#### Indien / Sri Lanka
Um 500 v. Chr. wandern indoarische Siedler aus Nordindien, die späteren Singhalesen, nach Sri Lanka ein. Die Einwanderer nennen sich Siṃha Vaṃsa (dt. etwa Stamm der Löwen). Deshalb wird der Löwe später zum Nationalsymbol der Singhalesen.

### Wissenschaft und Technik
Der griechische Mathematiker Hippasos von Metapont führt um 500 v. Chr. vermutlich seinen Beweis der Inkommensurabilität von gewissen Strecken und Diagonalen auf Grundlage des euklidischen Algorithmus durch.

### Kultur

#### Griechische Vasenmalerei

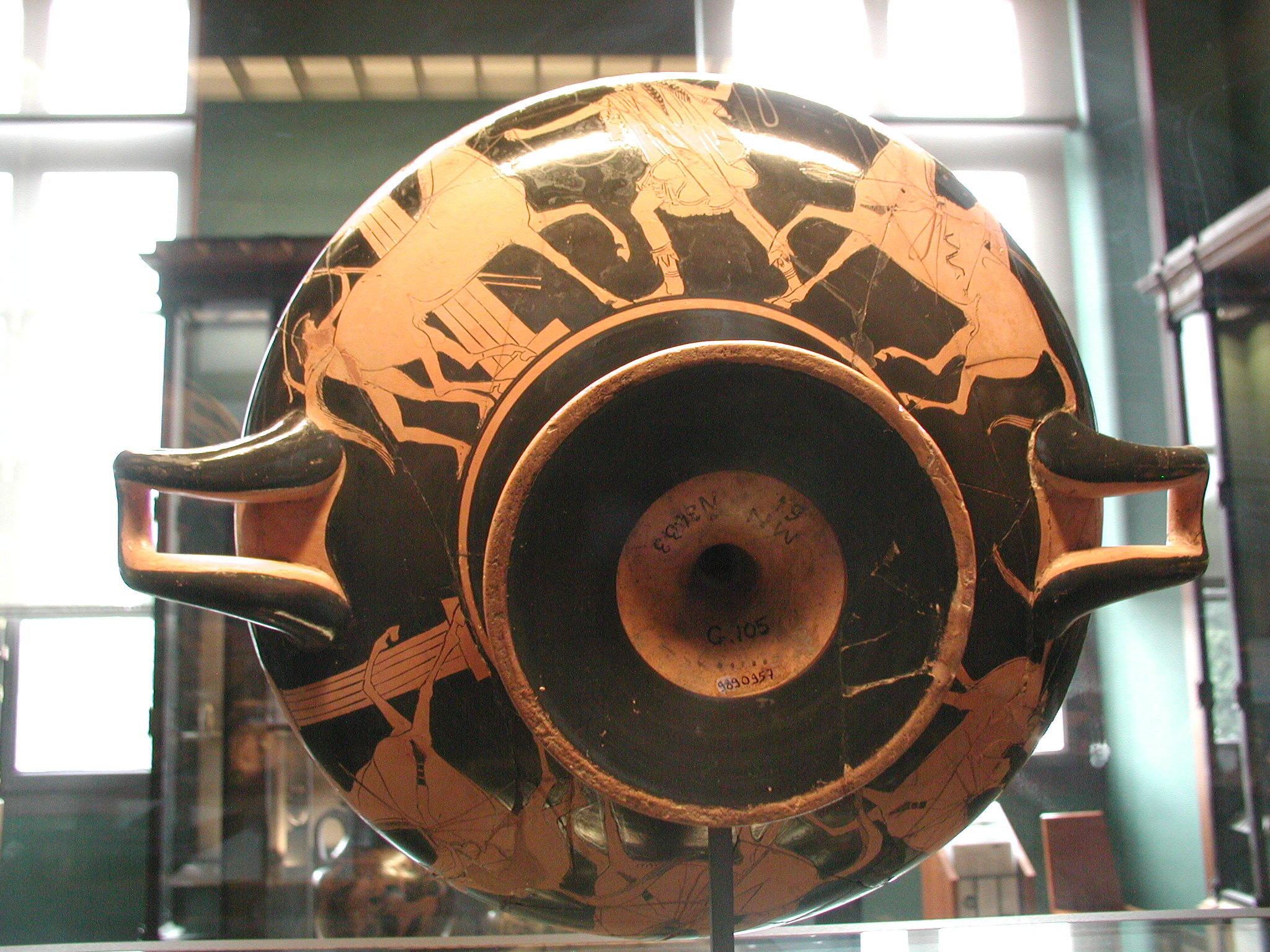
Schale mit Euphronios’ Töpfersignatur, Malerei von Onesimos

Der griechische Vasenmaler Euphronios, bislang in der Töpferwerkstatt des Euxitheos tätig, übernimmt um 500 v. Chr. eine eigene Töpferei, in der er in den nächsten Jahren vor allem Schalen schafft. Unter anderen bildet er hier den als Antiphon-Maler bekannten Künstler und möglicherweise auch den Sosias-Maler aus. Auch Onesimos gehört zu seinen Schülern. Euphronios’ größter künstlerischer Konkurrent ist der Vasenmaler Euthymides. Alle diese Künstler werden zur Pioniergruppe der attischen Vasenmalerei gezählt.
Der Eucharides-Maler wechselt um 500 v. Chr. von der schwarzfigurigen zur rotfigurigen Vasenmalerei. Er ist der erste Vasenmaler des rotfigurigen Stils, der Panathenäische Preisamphoren bemalt.

#### Weitere kulturelle Ereignisse im Mittelmeerraum und Europa

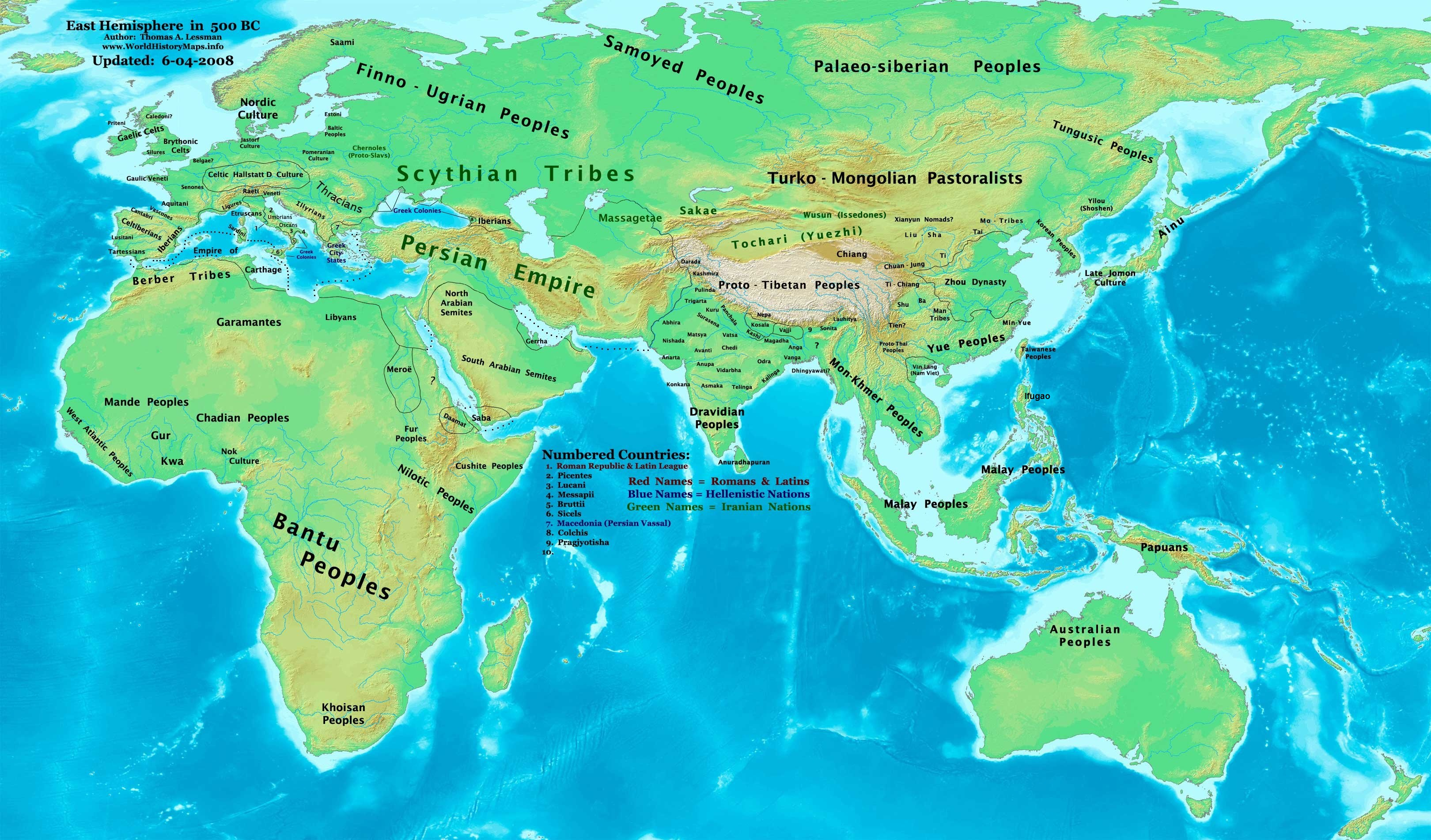
Die östliche Hemisphäre
um 500 v. Chr.

Um 500 v. Chr. wird im antiken Griechenland die Archaik von der klassischen Zeit abgelöst.
Im europäischen Raum wird ab etwa 500 v. Chr. nur noch von links nach rechts geschrieben, statt wie bisher im Bustrophedon.
Ab 500 v. Chr. ist im hebräischen Alphabet die Quadratschrift nachweisbar.

#### Afrika

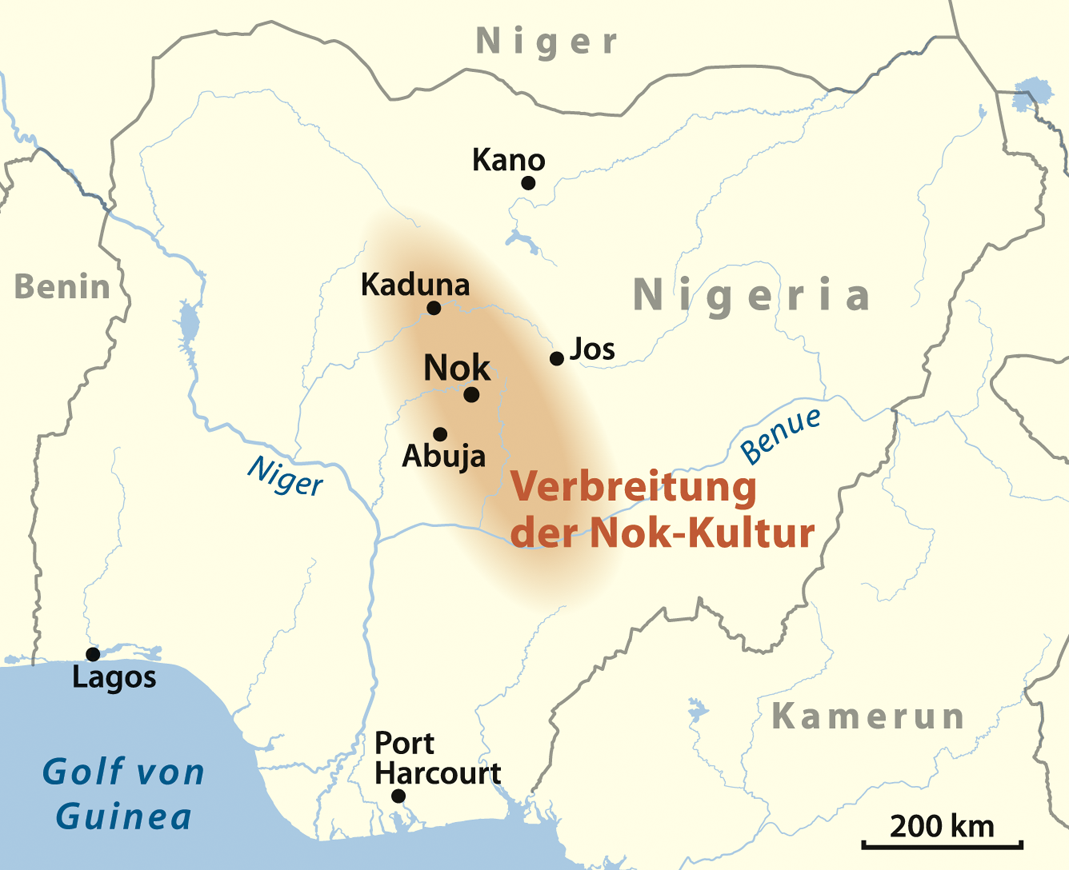
Verbreitung der Nok-Kultur

Um 500 v. Chr. liegt der Beginn der Nok-Kultur in Afrika in der Gegend des heutigen Nigeria. Kennzeichnend für die in dieser Zeit gefertigten stilisierten Tier- und Menschendarstellungen sind die elliptischen bis dreieckigen Augen, deren Pupille durch eine Vertiefung angedeutet ist. Individuelle Merkmale wie Bärte, Schmuck und extravagante Frisuren oder Kopfbedeckungen betonen die kunstvolle Ausführung der Figuren.

#### Asien
Um 500 v. Chr. beginnt in Süd- und Mittelvietnam die eisenzeitliche Sa-Huynh-Kultur, eine Urnenfelder-Kultur. Die Urnen sind mit einem Deckel versehen und enthalten eine Reihe von Objekten, wie spezifische Metallwaffen, bronzene Spiegel und goldene Schmuckstücke. Viele der Beigaben werden rituell zerbrochen, während meist nur Schmuckstücke heil bleiben. Der Stil dieser Artefakte unterscheidet die Sa-Huynh von der etwa zeitgleichen Dong-Son-Kultur in Nordvietnam, obwohl beide Kulturen enge Handelsbeziehungen unterhalten.

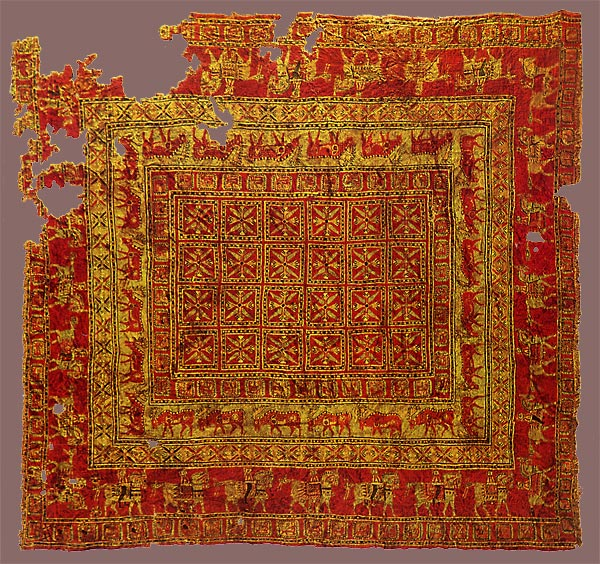
Der Teppich aus dem Pasyryktal

Für ein Grab im Pazyryktal in Südsibirien in der Äußeren Mongolei wird der Pasyryk-Teppich, der älteste bekannte geknüpfte Teppich hergestellt.

### Gesellschaft

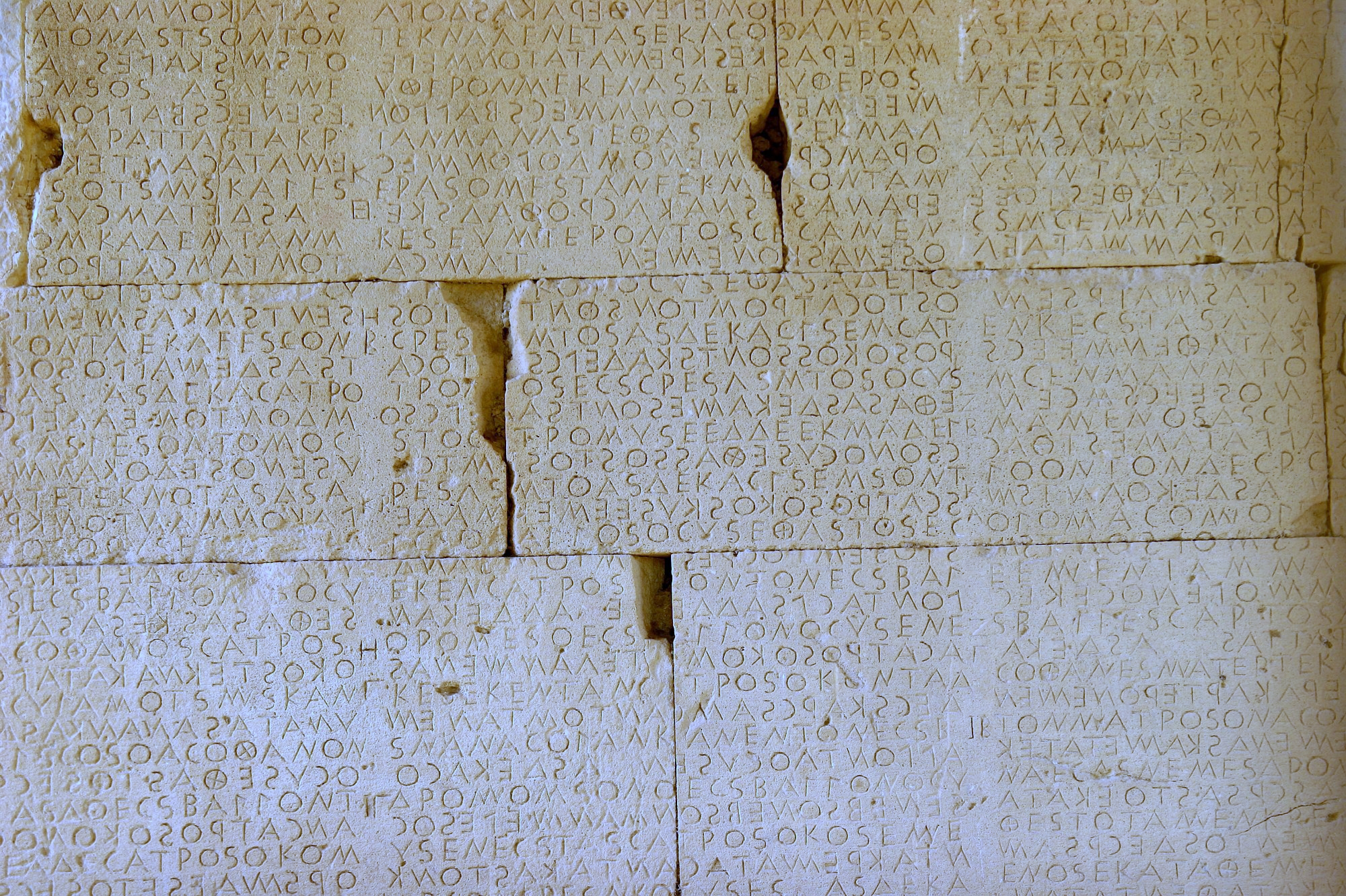
Steintafeln der Großen Inschrift

Zwischen 500 und 450 v. Chr. wird das Stadtrecht von Gortys auf der Insel Kreta auf 42 Steinblöcken schriftlich niedergelegt. Inhaltlich handelt es sich bei dieser längsten erhaltenen griechischen Inschrift eher um eine Art Novellierung älterer Gesetze als um eine Neukodifikation. Kodifiziert sind Regelungen aus dem Familienrecht, Erbrecht, Sachenrecht, Strafrecht und Prozessrecht. Der Text ist in einem altdorischen Dialekt verfasst und besteht aus zwölf Kolumnen mit je 53 bis 55 Zeilen, die Zeilenführung verläuft im Bustrophedon.

### Religion
Auf dem indischen Subkontinent verliert um 500 mit dem Aufkommen des Buddhismus der Brahmanismus langsam an Bedeutung.

## Geboren
- um 500 v. Chr.: Lucius Aebutius Helva, Konsul der Römischen Republik († 463 v. Chr.)
- um 500 v. Chr.: Kallias II., athenischer Staatsmann und Diplomat, galt als reichster Athener seiner Zeit († 432 v. Chr.)
- um 500 v. Chr.: Panainos, griechischer/athenischer Maler

## Gestorben
- um 500 v. Chr.: Aryandes, persischer Satrap von Ägypten
- um 500 v. Chr.: Yan Ying, chinesischer Politiker und Staatsmann im Staate Qi (* um 589 v. Chr.)